# ゲルハルト・メルティンズ
ゲルハルト・ゲオルク・メルティンズ（Gerhard Georg Mertins, 1919年12月30日 - 1993年3月19日）は、ドイツ出身の軍人、実業家。降下猟兵として第二次世界大戦に従軍し、騎士鉄十字章受章者の1人となった。戦後は右派の政治活動に関与したほか、西側の情報機関とも関係を深めた。1960年代にはメレックスAGを創業し、ドイツ連邦共和国で最も有力な兵器輸出業者となったが、一方で連邦情報局（BND）の協力のもと、ドイツ連邦軍の退役済装備品を紛争地域に大量に輸出したことが物議を醸した。

## 経歴

### 1945年まで
1919年、ベルリンに生まれる。
ナチス・ドイツの時代にはシャルフェンベルク島学校農園で軍事教育を受けた。第二次世界大戦中には職業軍人としてのキャリアを重ねる。1943年9月12日に実施されたグラン・サッソ襲撃（ベニート・ムッソリーニ救出作戦）でオットー・スコルツェニーが率いた襲撃部隊に参加した3人の空軍将校の1人だった。1940年から1943年の間に5回負傷している。クレタ島降下および1942年10月1日から1943年2月15日にかけての東部戦線中央部での「防衛戦闘における重大な勝利」のために、降下工兵大隊第4中隊長としてドイツ十字章金章を受章している。1944年には第5降下工兵中隊の一員としてファレーズで連合国軍の包囲下におかれるが、8月20日には脱出に成功する。1944年12月6日、第5降下工兵大隊長たる大尉として騎士鉄十字章を受章。敗戦時の階級は降下猟兵少佐だった。

### 1945年以降
敗戦後、高等商業学校を経てヴォルフスブルク市のフォルクスワーゲン工場に工場長補として採用される。メルティンズは「カブトムシ」の愛称で知られるタイプ1の輸出業務を担当していた。1947年、ブレーメンに移り、自営業者として工業用品の卸売業とタクシー会社を開業。また、メルセデスとの契約に基づき、中東やアフリカ向けの輸出事業も手掛けた。
ブレーメンでは元降下猟兵らの戦友会組織「緑の悪魔」（Grünen Teufel）の会長に選出された。メルティンズに率いられた「緑の悪魔」はドイツの再武装を支持するキャンペーンを展開し、オットー・エルンスト・レーマー元少将のグループや旧武装親衛隊員相互扶助協会（HIAG）とも共同した。メルティンズはHIAGの会員でもあった。アメリカ陸軍対敵諜報部隊（CIC）が1951年に作成した文書によれば、当時のメルティンズはいくつもの「ネオナチ」団体に協力しており、またドイツ社会主義帝国党の重要な支持者にして後援者の1人であったという。
1951年9月、メルティンズはエジプトに向かった。ここで彼はヴィルヘルム・ファームバッハー元砲兵大将の幕僚らと密接な協力関係を築いた。ファームバッハーは1951年3月から1958年8月までの間、エジプト軍に軍事顧問として雇われていた。メルティンズはエジプト国防省空挺諮問委員会委員長および精鋭空挺連隊教官の職を1955年まで務めた。エジプトにいる間、メルティンズはドイツに暮らす元降下猟兵らに対し、軍事顧問団への参加を求める手紙を何度も送っていた。この呼びかけに応じてエジプト入りした元ドイツ軍人らは、「ハイル・ロンメル！」という掛け声で歓迎を受けたという。
エジプトを離れた後、メルティンズは様々な国を訪れ、様々な職を務めることになる。シリア空挺連隊の教官を務めたほか、複数のドイツ系企業に販売コンサルタントとして雇用されていた。ヘルベルト・クヴァントの会社に雇われた際には、メルセデスの中東向け販売に携わった。メルティンズの活動は各国の諜報機関の関心を集めた。例えばアメリカのCICのように、報酬と引き換えに彼から情報提供を受けようとする機関も少なくなかった。1956年には連邦情報局（BND）に雇用され、「ウラヌス」（Uranus）というコードネームが与えられた。メルティンズ自身が執筆した伝記の中では、この期間について「1956年 - 1962年:サウジアラビア、エジプト、シリア、バーレーンなど、中東諸国におけるドイツの輸出組織の設立」と簡潔に触れているのみである。

### メレックスAG
1954年、エジプトでの活動中にスコルツェニーとの再会を果たす。1963年、メルティンズはスコルツェニーと共に、スイスのヴヴェイにて、輸出業者メレックスAG（Merex AG）を設立した。以後、同社は長年に渡ってドイツ製兵器の国外輸出を担当していくことになる。社名は「メルティンズ輸出社」（Mertins-Export）を略したものである。
メルティンズ自身が述べたところによると、彼は1965年にイランの秘密警察である保安・情報庁（SAVAK）と「恒久的な協力関係」を結び、1969年まではBNDとも緊密に連携していたほか、複数の西側諜報機関とも協力していたという。
F-86セイバー戦闘機をパキスタンに販売した時、メルティンズの名はドイツ中で知られることになった。メルティンズは、国際的な武器商人として知られるサミュエル・カミングスの仲介者として、この一連の取引に携わっていたと言われている。
1965年夏、元イラン軍参謀長ハッサン・トウファニアンに率いられた一団がボンを訪れ、各種弾薬、戦車、ミサイル、戦闘機など、あらゆる軍需品の買い付けを試みていた。当時は第二次印パ戦争が勃発した直後であり、国連は紛争の激化を防ぐべくパキスタンへの武器禁輸を課していた。しかし、パキスタンはその中でも装備を調達する方法を模索した末、イラン当局との合意に基づき、トウファニアンを雇ってイランのパスポートを所持した「視察団」を編成し、各国を訪問させていたのである。ほとんどの企業がこの疑わしい一団との契約を見送る中、ドイツ連邦軍の退役済装備品を世界各国軍に輸出していたメレックスAGが、ライフルと銃弾に加え、カナダ製セイバー戦闘機90機の輸出契約を結んだ。
退役済装備品の取り扱いに責任を負う連邦国防省W I-5局のジークフリート・ヴィッテ局長は、イラン軍総司令部から「これらの航空機は自国内でのみ運用され、ドイツ政府の承認なしに転売されない」という旨の保証を書面で受けた後、アメリカ側からの許可も得て、メルティンズへの戦闘機引き渡しを認めた。メルティンズは2,700万マルクで90機のセイバー戦闘機を買い取り、4,000万マルクでイランへと売却した。また、利益の中から120万マルク程度を仲介料としてカミングスに支払った。1966年春、連邦空軍の飛行士による操縦のもと、最初のセイバー戦闘機がイランへと届けられた。1967年4月、アメリカ上院中東・極東担当小委員会において、紛争中にパキスタンがこれら90機のセイバー戦闘機を運用していた事実が指摘された。事実が明るみに出てインドからの抗議を受けると、ドイツ政府は「イラン当局によれば、それらの戦闘機は整備のためやむを得ずパキスタンに着陸していたに過ぎない」と弁明した。一方、インドもドイツ連邦軍を退役したシーホーク Mk.100およびMk.101あわせて28機をメレックスAGから250万マルクで購入していた。この際にもインドへの直接の輸出は認められなかったので、イタリアの輸出業者ティッレーナを経由させており、転売しない旨の保証をイタリア政府に与えていた。
メレックスAGは多くの国に対して様々な方法での輸出を行っていたが、特に以下の3カ国との取引が問題視された。
- インド向けに輸出したシーホーク28機（350万マルク）、ジェットタービンおよび航空機関砲（75万マルク）
- パキスタン向けに輸出したセイバーVI戦闘機89機（1000万ドル）、弾薬類（760万ドル）
- サウジアラビア向けに輸出した小火器、ミサイル、機関銃、地雷、対戦車ロケット（450万ドル）、弾薬、予備部品、その他の機材（100万ドル）

『デア・シュピーゲル』誌によって、メルティンズが紛争地域へと武器を送っていることが暴かれると、ボン検察庁は「違法な武器密輸」を理由に彼を起訴した。メルティンズの弁護士は、「起訴の対象とされた全ての取引は、BNDおよびその他の連邦政府省庁との合意のもと開始・実行された」と主張し、メルティンズとメレックスAGを「BNDによる世界的な武器密輸計画の単なる歯車」と位置づけた上で「正犯はむしろ個々のBND職員だが、彼らの行いは服務法（de:Dienstrecht）の元で正当化される」、「正犯が罪に問われない以上、共犯の罪を問うことはできない」とした。1980年には無罪が確定し、連邦補償金として500万マルクを受け取った。

### 1960年代 -1970年代
1967年、ケーニヒスヴィンター近郊のトーマスベルクでグート・ブッシュホーフ（Gut Buschhof）という邸宅を買い取り、1971年には一部をホテルへと改装した。1972年にはレストランとレジャー施設も建設されている。
1975年末、偽名でドイツに入国したチリ陸軍のマヌエル・コントレラス大将がメルティンズの元を訪れ、2人は共にイランへと向かった。当時、コントレラスはチリで秘密警察の長官を務めていた。1978年、尊厳の居住地友愛会（Freundeskreis Colonia Dignidad）なる団体を設立する。この会には複数の西ドイツの政治家が所属し、黒い噂の耐えないドイツ系人居住地、コロニア・ディグニダへの支援を目的としていた。ピーク時には120人の会員があった。

## メルティンズに関する映画
- Die Akte BND: Der Geheimdienst und sein erster Waffenhändler von Rainer Kahrs. 2019, 45 Minuten.[18]